# Weißer Oktopus
Der Weiße Oktopus (Praealtus paralbida) ist ein Kopffüßer und die einzige Art der Gattung Praealtus, die damit monotypisch ist. Er lebt in der Antarktis. Beschrieben wurde die Art erstmals von Louise Allcock, Ken Collins, Uwe Piatowski & Michael Vecchione im Jahr 2004. Im selben Jahr wurde auch die Gattung aufgestellt.

## Merkmale

### Anatomie
Der Weiße Oktopus hat eine Mantellänge von 82 Millimetern und erreicht eine Gesamtlänge von 38 Zentimetern. Der Mantel hat eine grob sphärische bis runde Form und ist breiter als der Kopf.
Die Tentakeln sind von mittlerer Länge und erreichen die 2,5–3,4-fache Länge des Mantels. Ein Arten- und gattungsspezifisches Merkmal sind die Saugnäpfe, die in unregelmäßigen Abständen die Arme bedecken. Sie sind klein und erreichen sechs Prozent der Mantellänge. Die Art hat keine vergrößerten Näpfe. An jedem Arm befinden sich 66 Saugnäpfe. Bei männlichen Praealtus paralbida bildet der dritte rechte Arm den Hectocotylus, der in der Regel etwas kürzer ist als die übrigen Arme. Er bildet zwischen 38 und 42 Saugnäpfe aus. Die Ligula ist von runder, flacher Form und macht fünf Prozent der Armlänge aus. Sie besitzt keine Querrippen. Der Calmus ist deutlich sichtbar und ist ungefähr 50–70 % so groß wie die Ligula.
Die Schwimmhaut erreicht um die 30 Prozent der Armlänge. Eine interbrachiale Schwimmblase ist nicht vorhanden, ebenso wenig ein Tintenbeutel und anale Klappen. Die Kiemen besitzen 7–8 Lamellen pro Demibranch. Das Trichterorgan hat ein V-förmiges Aussehen. Die posterioren Speicheldrüsen sind viel kleiner als der Schlund. Die Radula besteht aus sieben Elementen und sieben Zahnreihen, die alle einspitzig sind. Der zentrale Rhachis ist ebenfalls einspitzig und besitzt drei etwas kleinere, einspitzige Elemente auf jeder Seite. Seitenplatten sind nicht vorhanden. Der Oesophagus bildet nur eine leichte Schwellung, ohne sichtbaren Kropf.

### Aussehen
Die Farbe der Weißen Oktopusse ist gleichmäßig und reicht von Schiefergrau bis einem blassen, fast weißen Violett. Wie alle Echten Kraken kann Praealtus paralbida sein Aussehen der Umgebung anpassen. Diese Tarnung beruht auf einer Kombination aus verschiedenen Chromatophoren und einer Veränderung der Hauttextur.
Auf der Rückseite ist die Oberfläche der Haut mit zahlreichen warzenartigen Gebilden, sogenannten Papillen, bedeckt. Papillen im supracularen Bereich sind nicht vorhanden.

## Lebensraum
Der Weiße Oktopus lebt in der Antarktis. Nachgewiesen wurde er bisher aber nur in den Gewässern rund um die Antarktische Halbinsel in Tiefen zwischen 2896 und 3222 Metern unter dem Meeresspiegel. Das Habitat dieser Art ist nicht bekannt.

## Fortpflanzung
Die Spermatophoren der Männchen sind von länglicher Form und erreichen fast die doppelte Mantellänge. Sie werden mit dem Hectocotylus an das Weibchen übertragen. Es ist wahrscheinlich, dass die Weibchen nach der Eiablage sterben. Ältere weibliche Tiere wurden bisher nicht gefunden. Dieser Vorgang wurde bei vielen Arten der Echten Kraken beobachtet.